# Radio-Bremen-Krimipreis
Der Radio-Bremen-Krimipreis ist ein deutscher Literaturpreis für Autoren qualitativ herausragender Werke der Kriminalliteratur. 
Den Preis gibt es seit 2001. Er wird seitdem jährlich im Rahmen der Radio Bremen Kriminacht verliehen.
Er ist mit 2.500 Euro dotiert.  Damit zählt er zu den bestdotierten Krimipreisen in Deutschland. Lesungen, Musik und Autorengespräche mit nationalen und internationalen Krimiautoren kennzeichnen die Radio-Bremen-Kriminacht. Der Radio-Bremen-Krimipreis ehrt deutschsprachige sowie internationale Autoren. Die Jury wird jährlich aus Kriminal-Literatur-Profis neu zusammengesetzt. Sponsor ist die ARD-Landesrundfunkanstalt Radio Bremen. 

## Preisträger
| Jahr | Preisträger/-in             | Herkunft    |
| ---- | --------------------------- | ----------- |
| 2001 | Friedrich Ani               | Deutschland |
| 2002 | Frances Fyfield             | England     |
| 2003 | Anne Chaplet (Cora Stephan) | Deutschland |
| 2004 | Åke Edwardson               | Schweden    |
| 2005 | Veit Heinichen              | Deutschland |
| 2006 | Polina Daschkowa            | Russland    |
| 2007 | Oliver Bottini              | Deutschland |
| 2008 | Gianrico Carofiglio         | Italien     |
| 2009 | Stefan Slupetzky            | Österreich  |
| 2010 | Arne Dahl                   | Schweden    |
| 2011 | Elisabeth Herrmann          | Deutschland |
| 2012 | Kate Atkinson               | England     |
| 2013 | Jörg Maurer                 | Deutschland |
| 2014 | Zoë Beck                    | Deutschland |
| 2015 | Merle Kröger                | Deutschland |
| 2016 | Liza Marklund               | Schweden    |
| 2017 | Simone Buchholz             | Deutschland |
| 2018 | Tom Hillenbrand             | Deutschland |
| 2019 | Liza Cody                   | England     |
| 2020 | Jan Costin Wagner           | Deutschland |
| 2021 | Anne Holt                   | Norwegen    |
| 2022 | Åsa Larsson                 | Schweden    |
| 2023 | Max Bronski                 | Deutschland |
| 2024 | Val McDermid                | Schottland  |